# Ezequiel Videla
Ezequiel Videla (Cosquín, 15 de janeiro de 1988) é um futebolista argentino que joga como volante no Universidad de Chile.

## Carreira
Nascido em Cosquín. Joga como volante.
Formado nas categorias de base do Rosário Central, nunca chegou a jogar pelo time profissional. Acertou com o Montevideo Wanderers do Uruguai em 2009. Voltou para a Argentina em 2010, acertando com o San Martín de San Juan, onde enfrentou Guillermo Barros Schelotto, um de seus ídolos, que jogava pelo Gimnasia y Esgrima La Plata. Em 2011, acertou com o Instituto. Pelo Instituto se destacou muito e foi chamado por muitos de o melhor volante do futebol argentino na temporada. Após anunciar que não renovaria com o Instituto, despertou interesse de diversos clubes pelo mundo, entre eles o da Universidad de Chile a pedido do seu treinador Jorge Sampaoli, que o queria para o lugar de Marcelo Díaz, vendido para o Basel da Suíça.
Em 27 de junho de 2012, foi confirmado como reforço da Universidad de Chile para as disputas do Torneio Clausura, Copa Sul-Americana, Recopa Sul-Americana e Copa Suruga Bank.
Ao meio da temporada 2013/14 foi transferido por emprestimo junto ao Colón da Argentina, e de la joga a partir da temporada 2014/15 pelo Racing Club tambem da Argentina.

## Estatísticas
Até 26 de fevereiro de 2012.

### Clubes
| Clube                  | Temporada         | Campeonato nacional | Campeonato nacional | Copa nacional[a] | Copa nacional[a] | Competições continentais[b] | Competições continentais[b] | Outros torneios[c] | Outros torneios[c] | Total | Total |
| Clube                  | Temporada         | Jogos               | Gols                | Jogos            | Gols             | Jogos                       | Gols                        | Jogos              | Gols               | Jogos | Gols  |
| ---------------------- | ----------------- | ------------------- | ------------------- | ---------------- | ---------------- | --------------------------- | --------------------------- | ------------------ | ------------------ | ----- | ----- |
| Montevideo Wanderers   | 2009-10           | 24                  | 2                   | 0                | 0                | 0                           | 0                           | 0                  | 0                  | 24    | 2     |
| Montevideo Wanderers   | Total             | 24                  | 2                   | 0                | 0                | 0                           | 0                           | 0                  | 0                  | 24    | 2     |
| San Martín de San Juan | 2010-11           | 34                  | 0                   | 0                | 0                | 0                           | 0                           | 0                  | 0                  | 34    | 0     |
| San Martín de San Juan | Total             | 34                  | 0                   | 0                | 0                | 0                           | 0                           | 0                  | 0                  | 34    | 0     |
| Instituto              | 2011-12           | 31                  | 1                   | 0                | 0                | 0                           | 0                           | 0                  | 0                  | 31    | 1     |
| Instituto              | Total             | 31                  | 1                   | 0                | 0                | 0                           | 0                           | 0                  | 0                  | 31    | 1     |
| Universidad de Chile   | 2012              | 0                   | 0                   | 0                | 0                | 0                           | 0                           | 0                  | 0                  | 0     | 0     |
| Universidad de Chile   | Total             | 0                   | 0                   | 0                | 0                | 0                           | 0                           | 0                  | 0                  | 0     | 0     |
| Total na carreira      | Total na carreira | 89                  | 3                   | 0                | 0                | 0                           | 0                           | 0                  | 0                  | 89    | 3     |

- a. ^ Jogos da Copa Argentina e Copa Chile
- b. ^ Jogos da Copa Libertadores e Copa Sul-Americana
- c. ^ Jogos do Jogo amistoso